# Обшут, Ярослав
Ярослав Обшут (словац. Jaroslav Obšut; 3 сентября 1976, Прешов, Чехословакия) — словацкий хоккеист.

## Карьера
Ранние годы провёл в клубе «Драгон» из Прешова. Заокеанская карьера Ярослава Обшута началась в 1994 году, закрепиться в Национальной хоккейной лиге (NHL) ему так и не удалось. Большую часть карьеры он провёл в низших американских лигах. Один сезон он провёл в команде «Норт-Бетлфорд Норт Старз» в юниорской канадской лиге (SJHL), потом стал выступать в западной хоккейной лиге (WHL), за команду «Суифт-Каррент Бронкос». В «Бронкос» он провёл один сезон (1995/96), затем за один сезон (1996/97) успел поиграть в двух других клубах WHL, в «Эдмонтон Айс» и «Медисин-Хат Тайгерс» соответственно. Также провёл три матча в составе «Толедо Шторм», выступающего в лиге Восточного побережья (ECHL) и на следующий сезон попал в Американскую хоккейную лигу (AHL). 4 матча сыграл в составе «Сиракьюз Кранч», но остаток сезона вновь доигрывал в ECHL за «Роли АйсКэпс». Сезон 1998/99 Обшут начал вновь в AHL, в клубе «Вустер АйсКэтс», затем 2 матча сыграл в международной хоккейной лиге (IHL), в составе «Манитоба Мус», затем вернулся в ECHL, в клуб «Аугуста Линкс», а потом вновь вернулся в «Вустер АйсКэтс».
В 2000 году, в качестве свободного агента, Ярослав заключил контракт с «Сент-Луис Блюз», в составе которого наконец дебютировал в NHL, 2 марта 2001 года, в матче против «Ванкувер Кэнакс». Проведя всего 4 игры в составе «Блюз», был вновь отправлен в «Вустер АйсКэтс», а затем в «Пеория Ривермен».
В 2001 году, также на правах свободного агента, перешёл в систему «Колорадо Эвеланш», в составе которого провёл всего 3 игры и ничем не отличился. В итоге, права на хоккеиста были переданы фарм-клубу «Вашингтон Кэпиталз» — «Херши Беарс», в составе которого Ярослав и заканчивал сезон.
В 2002 году, будучи вновь свободным агентом, подписал контракт с «Ванкувер Кэнакс», но шанса пробиться в основную команду и поиграть в лучшей лиге мира так и не получил, проведя 2 сезона в фарм-клубе «Ванкувер Кэнакс» — «Манитоба Мус». Также, в сезоне 2003/04, Ярослав принял участие в AHL All-Star Game, где играл в одной команде вместе со своим соотечественником Растиславом Станей и российским хоккеистом Фёдором Тютиным.
Устав от командировок по низшим лигам Америки, Ярослав решил попытать счастья в Европе, перебравшись в клуб Элитной Шведской хоккейной лиги (SHL) «Лулео», в составе которого отыграл, без малого, 5 сезонов (с сезона 2004/05 по сезон 2008/09). Сыграл 254 матча и набрал 132 (43+89) очка.
Проведя 5 сезонов в шведском чемпионате, Яро понял, что для него это вполне достаточно и решил попробовать что-то новое. Весной 2009 года у него было несколько предложений из России от клубов КХЛ. В итоге Обшут выбрал московский «Спартак», с которым подписал 2-летний контракт, 27 мая 2009 года и дебютировал в сезоне КХЛ 2009/2010. В составе «Спартака», на тот момент, уже, как год играли три его соотечественника — Бранко Радивоевич, Штефан Ружичка и Иван Баранка, поэтому процесс акклиматизации, в новом клубе, для хоккеиста прошёл успешно. В сезоне 2010/2011 стал ассистентом капитана, однако, несмотря на этот факт, в середине сезона Обшут перешёл в мытищинский «Атлант», в который его пригласил экс-наставник "красно-белых" Милош Ржига. Вторая половина сезона для Ярослава Обшута сложилась удачно. Сначала он, вместе с новой командой, уверенно закончил регулярный чемпионат, по результатам которого «Атлант» попал в плей-офф, а затем дошёл с подмосковной командой до финала Кубка Гагарина, где «Атлант» уступил уфимскому «Салавату Юлаеву», завоевав тем самым серебряные медали соревнований.
Сезон 2011/2012 провёл в составе минского «Динамо», являясь капитаном команды.
11 мая 2012 года заключил контракт с украинским клубом «Донбасс», выступающем с сезона 2012/2013 в КХЛ. В составе донецкого клуба проиграл до 9 ноября того же года, после чего «Донбасс» расторг контракт с хоккеистом. С этого дня Обшут являлся свободным агентом, однако, вскоре он подписал контракт с хоккейным клубом «Зволен» выступающем в Словацкой экстралиге. Уже будучи игроком «Зволена» Обшуту последовало предложение от своей бывшей команды — московского «Спартака», которому было необходимо усиление в оборонительной линии. Как признался сам хоккеист, на предложение "красно-белых" он сразу согласился, подписав контракт до конца сезона. Проведя в «Спартаке» остаток сезона, Ярослав вернулся в расположение «Зволена».

## Международные выступления
Участник Олимпийских игр 2002 в Солт-Лейк Сити в составе сборной Словакии. Зимой 2010 года у Ярослава был шанс ещё раз поехать на Олимпиаду. Рихард Линтнер получил травму, и место седьмого защитника стало вакантным. Но в Ванкувер поехал одноклубник Обшута по «Спартаку» Иван Баранка, который младше Ярослава почти на 10 лет.
Три раза выступал на чемпионате мира по хоккею в: 2004, 2005 и 2009 годах.